# じんじゃえーる!
『じんじゃえーる!』（Jinja-Yell）は、原中三十四による日本のライトノベル。イラストはタコ焼きが担当。第3回ノベルジャパン大賞で佳作を受賞。HJ文庫（ホビージャパン）より2009年9月から同年12月まで刊行された。
表題の「じんじゃえーる!」は「神社」と「エール」に炭酸飲料のジンジャーエールを引っかけたものである。ジンジャーエールは剣児の好物として、各巻でアクセント的に使用されている。なお、第3回ノベルジャパン大賞と同時期に開催されていた第8回スーパーダッシュ小説新人賞において「神社えーるっ!」と言う本作と表題の酷似した作品が一次選考を通過しているが、本作とは無関係である。

## ストーリー
高校1年生の笠置剣児は、幼馴染みの琴崎かえでに想いを寄せていた。剣児は高校の部活（古流剣友会）に属しており、毎日神社に通い自主練をし、その一方でかえでと付き合えるよう願掛けをしていた。
そんなある日、剣児は高校の古流剣友会で練習試合中に木剣が頭に直撃して意識を失い、一面の花畑のような光景で神様から学校の帰りにお供え物としてたこ焼きを買って来いと指示される。
放課後。剣児は神様の指示通りにたこ焼きを買って春奈神社へ奉納し、そのまま帰宅。ベッドで横になると突然、部屋中が光に包まれて春奈神社の祭神・春奈がさっき奉納したたこ焼きを頬張りながら出現した。先代の春奈大明神から代替わりした春奈が祭神になってから3ヶ月、今では夏祭りの時を除いてすっかり参拝客の足が遠退いている春奈神社を熱心に参拝している剣児は春奈にとって「最初の信者」だと言われる。こうして降臨した春奈は剣児の「かえでと両想いになる」と言う願いを叶えるのかと思いきや、剣児がかえでのことばかり考えているのが面白く無さそうな態度を取り始め、やがて剣児の家族や周りの人々の前にも姿を現すようになる。
春奈神社の夏祭り前日、剣児はかえでを夏祭りへ一緒に行く約束を取り付ける。ところが、かえでは夏祭りが終わった後に父親と東京へ引っ越すことを剣児に言い出せないでいた。

## 登場人物
笠置 剣児（かさぎ けんじ）
本作の主人公。鷹見台高校1年生。父親が剣術・春奈神道流の道場に通っていたため自身も剣術を習っており、高校の古流剣友会では1年生ながら主力級となっている。現在は両親の離婚により母親・妹との3人暮らし。高校進学後、幼馴染みの琴崎かえでと両想いになりたい、かえでに寄りつく悪い虫を追い払って欲しいと毎朝、近所の春奈神社に参拝していたところ剣児の高校進学と同時期に先代の春奈大明神から代替わりした女神・春奈が出現し、振り回される日々を送ることになってしまう。やろうと思えば試合中に対戦相手を転ばせたりできると言う春奈に、自力で勝負したいから応援してくれるだけでいいと告げるなど、剣術に対しては並々ならぬこだわりがある。
春奈（はるな）
3ヶ月前に代替わりして春奈神社の祭神になったばかりの新米女神。かつては豊穣と武芸の神として崇敬を集めていた春奈明神だが、現在の春奈神社は夏祭りの時期を除いて閑散としている。
現在の春奈明神こと春奈は、言動や物の考え方は子供っぽい所があるボクっ娘である。剣児の前に出現した直後は、「最初の信者」である剣児の「かえでと両想いになりたい」という願いを叶える神様としての使命感と、剣児に対する個人としての恋愛感情の葛藤でふて腐れ、後先考えずに行動することも有った。夏祭りの後、神通力を使って強引にかえでの転校を阻止した為に「一人前の神様になる為の修行」としてペナルティを課さる。それにより、現在は神屋 春奈（かみや はるな）という仮の名前で剣児がかつて通っていた諏訪道場に居候し、鷹見台高校に通学している。その際、神通力の大部分を奪われた為に現在は「人を転倒させる」などの僅かな力しか使えなくなった。
春奈神社の祭神・八坂永久睡媛命（やさかとこしえのねむりのひめみこと）は日本三大軍神の一角・建御名方神（たけみなかたのかみ）の娘とされ、鷹見台一帯の神々を平伏させた際に神通力を使い果たしてそのまま長い眠りに就いたことからその名を与えられたとの伝承が残されている。
琴崎 かえで（ことさき かえで）
鷹見台高校1年生。剣児の幼馴染みで、また母子家庭の剣児に対して自身も両親の離婚で父子家庭に育ったこともある為か互いに告白はしていないものの相思相愛の仲。近隣では評判の美少女であるため、高校進学後も剣児が神頼みに走るほど多くの男に言い寄られており、特に古流剣友会の先輩である滝脇の猛アタックにはかえで自身も頭を悩ませている。ベンチャー企業の社長である父が東京へ本社を移転することに伴い、夏祭りの後に転校することを剣児に言い出せないでいた。ところが、春奈の神通力により事態が二転三転した後、東京へは父親だけが引っ越すことになりかえでは春に開店したばかりの弁当屋・ゲソ屋の居候に落ち着いた。
「最初の信者」である剣児に恋愛感情を持ってしまった春奈との初対面に際して宣戦布告を受けたことで三角関係が生じているが、現在では互いに良きライバルにして親友でありたいと願っており、剣児に対して「春奈ちゃんを泣かせたら承知しないから」と春奈の肩を持つこともままある。
笠置 由衣（かさぎ ゆい）
剣児の妹で、兄と同じくかえでの幼馴染み。小学5年生にしては若干ませており、兄の恋愛関係には興味津々。春奈の友達となった現在、剣児たちの三角関係をある意味最も間近から見ている人物である。今のところ、かえでと春奈のどちらか一方を特に応援しているわけではない様子。兄妹の仲はさほど悪くないようだが、ちょっとした言い争いくらいは日常茶飯事。兄と同じく剣を習っており、本人は半ばダイエット代わりくらいの軽い気持ちで続けている。
若松 大輔（わかまつ だいすけ）
鷹見台高校1年生。剣児の友人で、共に古流剣友会に所属しており身近な相談相手となっている。暴走しそうになる滝脇をなだめたり、悩む剣児へそれとなく水を向けたり、といった調停者的な立ち回りが得意。
滝脇 良一（たきわき りょういち）
鷹見台高校2年生。剣児とかえでにとっては古流剣友会の先輩に当たるが、入部したばかりのかえでに一目惚れしたのが原因で剣児を目の仇にしている。独特かつ多彩な掛け声で気合を表現する熱血漢。剣の腕では剣児やかえでに劣るものの、古流剣友会全体から見ればそれなりに強いようだ。かえでへの恋については非常に諦めが悪いものの、不器用かつストレートな行動パターンのおかげで概ね「困った人だけど憎めない」といった評判だと思われる。
西園寺 伊織（さいおんじ いおり）
古流剣友会の主将。剣術一筋で色恋沙汰とは無縁そうに思われていたが、人目を忍んで若松と付き合っている。ただ恋愛に興味はあっても耐性は無いらしく、普段の凛々しさが見る影もなくなるほど赤面してうろたえたりすることも。剣児とかえでの仲を温かく見守っている。
おゐぬ
春奈神社を警護する雌の狛犬が化身した春奈の眷属。当代の春奈明神を補佐するよう先代の春奈明神から頼まれており、知識や経験は当代の春奈よりも豊富。犬気質な忠誠心の持ち主で、春奈をないがしろにせぬよう剣児に釘を刺したりする。
先代の春奈大明神（せんだいのはるなだいみょうじん）
春奈の母で、自分の娘のことを「小春」と呼んでいる。春奈神社の祭神であったが、信仰が廃れてしまった為に隠棲し3ヶ月前に娘と代替わりした。ところが、春奈が剣児の願いを叶える為に神通力を使って強引にかえでの引っ越しを阻止した後始末の為に再び地上へ降臨し、剣児の前に姿を現す。その際、春奈の父は人間であることを明らかにしたがその正体は謎に包まれている。

## 既刊一覧
- 原中三十四（著） / タコ焼き（イラスト） 『じんじゃえーる!』 ホビージャパン〈HJ文庫〉、全2巻
  1. 2009年9月1日初版発行、ISBN 978-4-89425-928-7
  2. 2009年12月1日初版発行、ISBN 978-4-89425-969-0